# Gadała
Gadała (inaczej szczekaczka) – potoczna nazwa urządzenia nagłaśniającego, wykorzystywanego do publicznego odtwarzania materiałów opozycyjnych w PRL w okresie od wprowadzenia stanu wojennego do 1989 roku.
Pierwszą serię "gadał" zbudowali – inż. Józef Lenartowicz z Instytutu Badań Jądrowych i Wiesław Sieklucki z Instytutu Fizyki Doświadczalnej przy ulicy Hożej w Warszawie, obudowy wykonano w warsztacie Krzysztofa Kurana w Aleksandrowie koło Warszawy. Prace koordynował Janusz Ramotowski "Przem" członek Grup Oporu „Solidarni”. Składała się najczęściej z magnetofonu samochodowego zasilanego akumulatorem oraz głośników dużej mocy. Stosowane były też inne konstrukcje, współpracujące z przenośnymi magnetofonami (np. magnetofon Kapral) i zasilane ze zwykłych baterii. Rozgłaszanie audycji rozpoczynało się zazwyczaj kilkadziesiąt sekund po uruchomieniu urządzenia dzięki stosowaniu specjalnych układów opóźniających. Pozwalało to operatorowi na oddalenie się na bezpieczną odległość i zniknięcie w tłumie ludzi.
W Warszawie sprzętem takim posługiwały się m.in. Grupy Oporu „Solidarni”. Akcje uliczne przeprowadzone z wykorzystaniem "gadał" to m.in.:
- 1 sierpnia 1982 – Cmentarz Powązkowski w Warszawie – audycja Radia Solidarność z przemówieniem Zbigniewa Bujaka z okazji rocznicy wybuchu powstania warszawskiego[potrzebny przypis].
- lata 1984–1986 – teren aresztu śledczego na Rakowieckiej w Warszawie – audycje Radia Solidarność z okazji tygodnia więźnia politycznego[4].
- 1985 – Bar "Donald" Warszawa – nieudana, niemalże samobójcza, akcja Grup Oporu „Solidarni” na rogu ul. Szpitalnej i Rutkowskiego. Ponieważ poprzedzona ona była ogłoszeniami w prasie i ulotkami, zapowiadającymi manifestację, na miejscu akcji doszło do silnej koncentracji funkcjonariuszy Służby Bezpieczeństwa. Esbecy udaremnili akcję i aresztowali kilku jej członków[5].